# Castello di Xàtiva
Il castello di Xàtiva è un castello che si trova a Xàtiva, nella Comunità Valenciana.

## Storia
Ubicato a 389 metri sul livello del mare sulla sommità di una collina a doppia punta che domina il centro storico, il castello si trova in una posizione strategica lungo l'antica Via Augusta, che da Roma giungeva a Cartagena e Cadice attraversando i Pirenei. 
Nel 1092 il castello cadde sotto il dominio della dinastia degli Almoravidi che vennero poi espulsi in seguito alla rivolta scoppiata nel 1145, quando il castello venne assediato dal governatore di Valencia, Marwan Abd-al-Aziz.
Nel 1171 il castello cadde infine, insieme al resto del Levante spagnolo, nelle mani degli Almohadi finché Giacomo I d'Aragona non riuscì a conquistare Xátiva il 22 maggio 1244 dopo cinque mesi di assedio.
Dopo essersi sottomessi al monarca cristiano e aver firmato il Trattato di Xàtiva, i Mori consegnarono a Giacomo I il castello più piccolo e venne loro consentito di continuare a occupare il castello più grande, per altri due anni, in base ai termini del trattato. Successivamente il castello passò sotto il dominio della Corona d'Aragona e la città venne ripopolata con coloni catalani e aragonesi.
Il castello fu nuovamente teatro di scontri durante la guerra di successione spagnola, quando le truppe castigliane e francesi sconfissero le truppe aragonesi e inglesi che si erano rifugiate nella fortezza durante l'assedio di Xàtiva, nel 1707. Il sito fu poi gravemente danneggiato dal terremoto del 1747 che sconvolse la regione, e perse la sua importanza strategica.
Nel castello sono stati imprigionati diverse personalità come l'infante Ferdinando de la Cerda, Giacomo IV di Maiorca, Giacomo II di Urgell e Ferdinando d'Aragona.
Il castello è stato dichiarato Bien de Interés Cultural.